# Sven-Bertil Taube
Sven-Bertil Taube (født 24. november 1934 i Stockholm, død 11. november 2022 i London) var en svensk skuespiller og visesanger.
På film har han blandt andet spillet prædikanten Hellgum i Bille Augusts filmatisering af Jerusalem samt Henrik Vanger i Mænd der hader kvinder.
Taube var søn af Evert Taube, og som visesanger fortolkede han blandt andet sin faders viser. Han var i mange år bosat i London og optrådte på engelske scener og medvirkede blandt andet i et afsnit af Herskab og tjenestefolk.

## Udvalgt filmografi
- At elske (1964, kun stemme)
- Jomfrutro og dobbeltmoral (1965)
- Kys og kram (1967)
- Het snö (1968)
- Mig og dig (1969)
- Farlig firkant (1970)
- Dødens dukker (1971)
- Herskab og tjenestefolk (tv-serie, 1972)
- Ørnen er landet (1976)
- Gribbene (1979)
- Strindberg - et liv (tv-serie, 1985)
- Folk og røvere i Kardemomme by (1988)
- Jerusalem (1996)
- Fødselsdagen (2000)
- Tre sole (2004)
- London Voodoo (2004)
- Arn: Tempelridderen (2007)
- Arn - riget ved vejens ende (2008, kun stemme)
- Mænd der hader kvinder (2009)
- Anno 1790 (tv-serie, 2011)
- Skadestuen i Holby (tv-serie, 2013)
- Fjällbacka-mordene - Lysets dronning (2013)